# Alexandr Jannaios

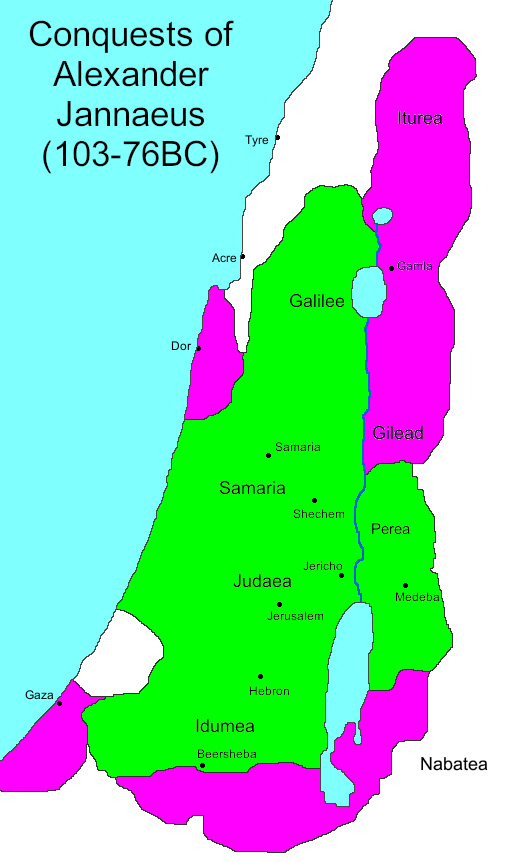
Hasmonejské království za Alexandra Jannaia

Alexandr Jannaios (řecky Alexandros Iannaios ; hebrejsky: אלכסנדר ינאי Alexander Janaj), byl král Judska z hasmonejské (chašmonejské) dynastie mezi lety (103 př. n. l. a 76 př. n. l.), syn Jana Hyrkána. Trůn zdědil po svém bratru Aristobulovi, když se oženil s jeho vdovou Šlomcijon (také Šlomit či Salome (Salómé) Alexandra), podle židovského zákona jibumu ("levirátní sňatek"); popis u Josefa Flavia ovšem není jednoznačný.

## Biografie
Ačkoli Jan Hyrkán určil jako svou nástupkyni svou manželku, jejich syn Aristobulos I. (104-103) dal ji i bratra Alexandra Jannaia uvěznit a druhorozeného Hyrkánova syna Antigona dal zavraždit. Sám sebe korunoval, čímž Judsko získalo svého vlastního krále poprvé od zániku judského království roku 586 př. n. l.. Jeho vláda však trvala pouhý rok, neboť již po roce smrtelně onemocněl. Po něm nastoupil Alexandr Jannaios.
Alexandr Jannaios se musel vypořádávat s výboji Ptolemaia IX. Sótéra II., který ale kvůli nestabilitě v Egyptě musel nakonec ustoupit. Alexandr zahájil protiútok a získal oblasti na pobřeží Středozemního moře okolo města Gazy. Roku 95 př. n. l. se ale vyhrotily spory mezi saduceji (k nimž se hlásil i Alexandr) a farizeji natolik, že farizeové proti vládnoucí vrstvě povstali. Povstání trvalo šest let a zahynulo při něm 50 tisíc Židů. Povstalci se nakonec spojili dokonce se Seleukovcem Démétriem III., s jehož pomocí Alexandra roku 89 př. n. l. porazili v bitvě u Šechemu. Vítězství Seleukovců jako nedávných okupantů však mnohé Židy vyděsilo a přidali se během následujících let na Alexandrovu stranu. Když Démétrios viděl, že má Alexandr stále podporu obyvatelstva, stáhl se. Alexandr poté zahájil v zemi hrůzovládu. Když farizejské hnutí dostatečně potlačil, začal s další expanzí, tentokrát na území na východním břehu Jordánu. V posledních letech své vlády se částečně usmířil s farizeji. Zemřel roku 76 př. n. l. v Zajordání při vojenském tažení.

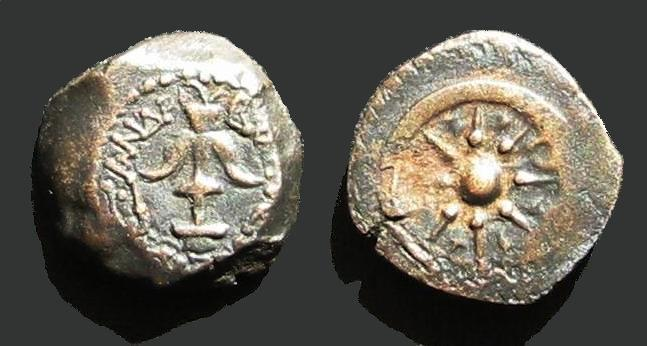
Mince Alexandra Jannaia

Po Alexandrově smrti se vlády ujala jeho manželka Salómé Alexandra (Šlomcijon) (76-67). Snažila se uklidnit farizeje tím, že je ustanovovala správci a že svého profarizejského syna Hyrkána II. ustanovila veleknězem (kohen gadol).

## Rodokmen

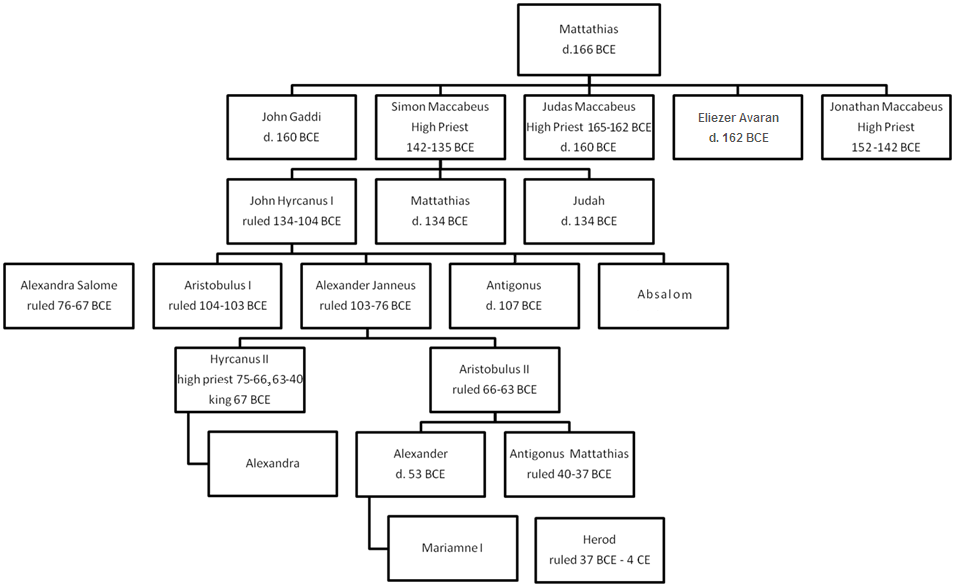
Rodokmen Hasmonejců

## Místopisné názvy
Podle Alexandra Jannaia je pojmenován vodní tok Nachal Alexander a vesnice Bejt Janaj v dnešním Izraeli.